# Lee Jun-seok
Lee Jun-seok (coreano: 이준석; hanja: 李俊錫; Seongdong-gu, 31 de marzo de 1985) es un político surcoreano que se desempeñó como líder del Partido del Poder Popular, el principal partido conservador de Corea del Sur. 
En junio de 2021, el partido conservador votó para seleccionar a Lee Jun-seok como su líder, convirtiendo al graduado de Harvard en la persona más joven en controlar el puesto del principal bloque conservador. Anteriormente, se desempeñó como uno de los 11 miembros del Consejo de Liderazgo Ejecutivo del Gran Partido Nacional (luego rebautizado como Partido Saenuri), siendo el miembro más joven en sentarse en el Consejo al que se le otorgó el poder de reformar el Partido.
Lee se graduó de la Escuela Secundaria de Ciencias de Seúl y tiene una licenciatura en Economía y Ciencias de la Computación de la Universidad de Harvard. Uno de los "niños de Park Geun-Hye", Park lo atrajo a la política en 2011 cuando era líder del Partido Saenuri. Como político relativamente joven, se desempeñó como miembro del comité de respuesta a emergencias y como líder del comité de innovación hasta 2016. Después de la destitución de Park en 2016, dejó el Partido Saenuri y se unió al Partido Bareun, conservador de centro-derecha menor, sirviendo como miembro del Consejo Supremo. Posteriormente, la facción se fusionó con el partido conservador de derecha mayoritario para formar el actual Partido del Poder Popular.

## Biografía

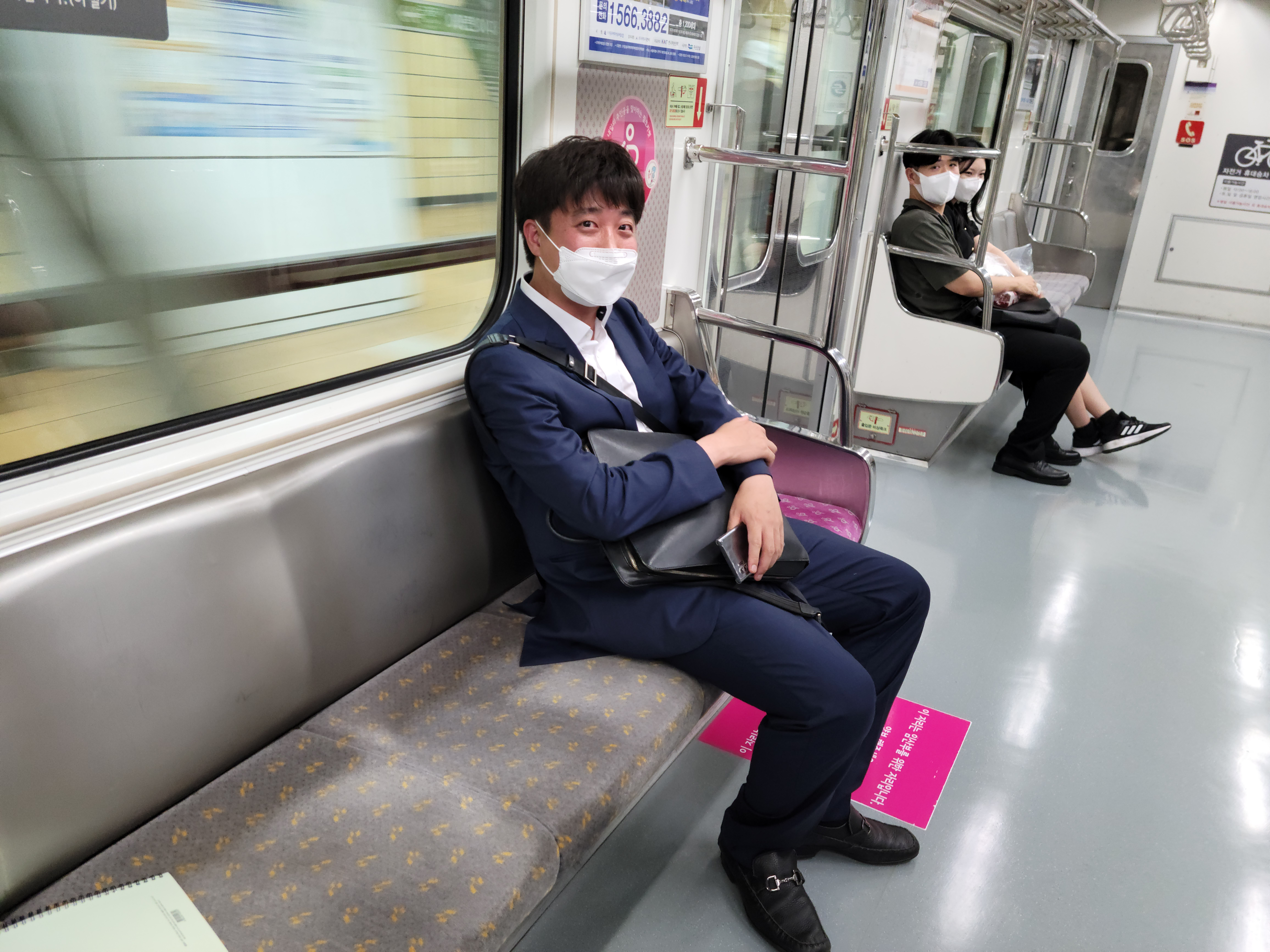
Lee Jun-seok en 2021

El 31 de marzo de 1985, Jun-Seok Lee nació en el Hospital Universitario de Hanyang en Seongdong-gu, Seúl, siendo su padre, Su-Wol Lee, anterior jefe del equipo de ventas institucionales globales en Shinhan Bank, y Hyang-Ja Kim, su madre quien era profesora en la Escuela Secundaria Femenina de Andong. Durante su adolescencia, vivió en una casa semisótano en Sanggye-dong, un barrio empobrecido donde el precio de la vivienda era el más barato. Unos años más tarde, su familia finalmente se mudó a un distrito de clase media de Hanshin Village en Sanggye-dong y vivió allí durante diez años. Después de que su padre fuera asignado al extranjero, se quedó en Singapur e Indonesia durante un año. Cuando regresó a Corea, se instaló en Mok-dong y se graduó de la escuela secundaria Wolchon. Después de graduarse de la escuela secundaria, vivía principalmente en un dormitorio por motivos académicos. Ahora regresó a Sanggye-dong después de 20 años. Durante su tiempo en la Escuela Secundaria de Ciencias de Seúl, Lee Jun-Seok se desempeñó como vicepresidente del consejo estudiantil. En marzo de 2003, fue aceptado en KAIST para especializarse en Matemáticas, pero retiró la admisión justo después de recibir su carta de aceptación de Harvard y su beca presidencial completa en ciencias.
Después de graduarse de la Universidad de Harvard en 2007, Lee Jun Seok regresó a Corea para realizar tareas militares trabajando como desarrollador de software (servicio militar alternativo como personal técnico industrial) en 'Innotive', una empresa emergente de software de navegación de imágenes, una subsidiaria de Nexon. Mientras estaba de servicio, Lee Jun Seok estableció una organización sin fines de lucro llamada Edushare 'Sociedad de Educación Compartida' y se convirtió en su representante interino. Después de completar su obligación militar, Lee Jun Seok se preparó para comenzar su propia empresa. El 5 de agosto de 2011 recibió fondos del programa de empresas emergentes respaldado por el Ministerio de Pymes (Pequeñas y Medianas Empresas) y fundó Classe Studio: una empresa emergente de tecnología educativa que desarrolló software de tutoría personalizado y aplicaciones de capacitación en el lugar de trabajo.

## Carrera política
Lee Jun Seok tuvo una entrevista con Park Geun-Hye, la jefa del comité de respuesta de emergencia del Gran Partido Nacional, quien visitó 'Edushare' en noviembre de 2011 durante 2 horas. Además, fue presentado como un "emprendedor de riesgo de unos 20 años que se graduó de la Universidad de Harvard" el 29 de diciembre. Luego, Lee Jun Seok fue integrado al comité de respuesta de emergencia del Gran Partido Nacional. Después de ser nombrado miembro del comité de respuesta a emergencias, Lee Jun Seok atrajo la atención de la gente con su elocuencia en el debate. Aumentó su reconocimiento público al aparecer en varios programas de televisión. Luego, Lee Jun Seok se postuló para la elección de miembros de la Asamblea Nacional en 2016 en Sanggyeo-dong contra Ahn Cheol-Su (el candidato principal para las primarias presidenciales), pero finalmente terminó perdiendo.
Lee Jun Seok fue apodado como uno de los "niños de Park Geun-Hye", pero defendió la destitución de la presidenta Park Geun-Hye desde octubre de 2016. Lee Jun Seok se separó del Partido Saenuri y estableció un nuevo partido político, llamado Partido Baruen con Yoo Seong-min. En 2018, Lee Jun Seok se postuló para la elección de miembros de la Asamblea Nacional, pero perdió la elección. Antes de la elección número 21 de los miembros de la Asamblea Nacional, Lee Jun Seok fue designado representante supremo de la juventud en el Partido Unificación del Futuro.
Después de ver a un taxista prenderse fuego en la Asamblea Nacional, Lee adquirió una licencia de taxista y trabajó como taxista durante 12 horas diarias durante dos meses en marzo y abril del año 2019. Aunque Lee Jun Seok nunca ganó una elección, vivió como comentarista político, presentador de medios durante 10 años, apareciendo en programas de televisión políticos y de entretenimiento. En 2021, Lee Jun Seok se presentó a las elecciones para seleccionar al representante del Partido del Poder Popular. Se hizo popular entre las personas de 20 y 30 años debido a su postura opuesta a la corrección política como el "falso feminismo", introduciendo reformas que apoyaban la meritocracia en lugar de la absoluta igualdad de resultados. Lee Jun Seok perdió la elección parcial en la votación de los miembros del partido por el candidato, Na Kyung-won, pero ganó la elección principal, registrando el 43,82 por ciento (93 390 votos), que incluía los votos de la encuesta de opinión pública. Como resultado, Lee Jun Seok fue elegido líder del Partido del Poder Popular y es el más joven en la historia política de Corea en representar al principal bloque conservador.

### Conflicto de Lee con Yoon

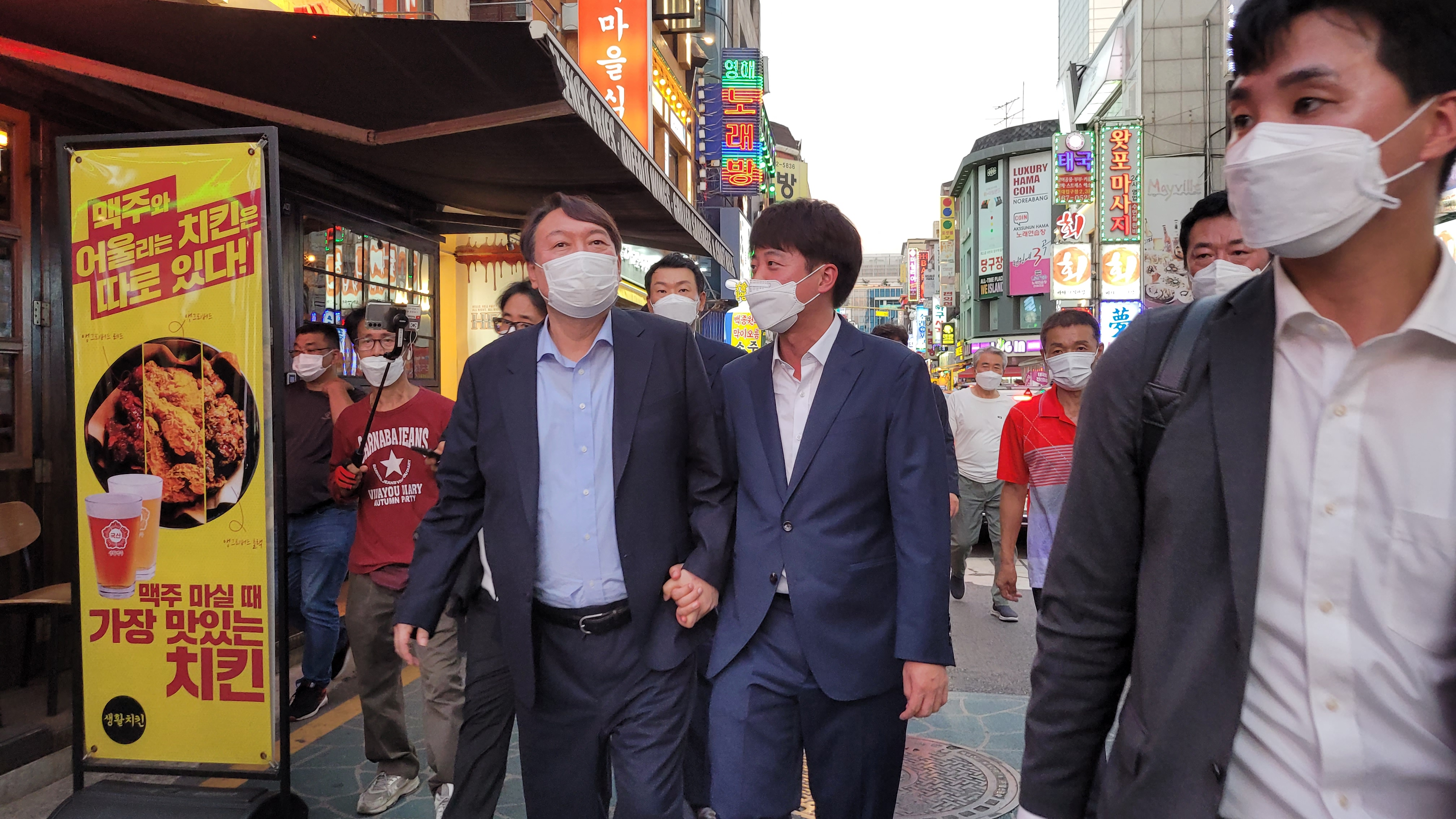
Lee Jun-seok (derecha) con el exfiscal general Yoon Suk-yeol en 2021

El 29 de noviembre de 2021, Lee publicó una publicación en Facebook que decía "Si ese es el caso, es este", con otra publicación que muestra un emoji de texto de una cara sonriente y un gesto con el pulgar hacia abajo, se negó a responder por teléfono y ha estado evitando a la prensa hasta el 3 de diciembre. Se considera que la publicación es una protesta contra Yoon Suk-yeol ignorándolo desde su posición de líder de partido. La disputa se resolvió con su reunión en Ulsan el 3 de diciembre.

## Críticas
Se le considera un conservador algo moderado dentro del PPP, pero ha sido controvertido por su postura dura en algunos temas. Lo apoyan principalmente hombres jóvenes que son negativos sobre el feminismo, y dijo que el feminismo tiene una inclinación un tanto totalitaria. Na Kyung-won, una destacada política del PPP, describió la línea política de Lee como "trumpismo". Lee Jae-myung, uno de las principales contendientes presidenciales demócratas, expresó su preocupación por la popularidad política de Lee Jun-seok, diciendo que podría conducir al surgimiento de un populismo de extrema derecha. El periódico liberal surcoreano Hankyoreh también comparó a Lee Joon-seok con Donald Trump.